# Aaby-Ericsson (släkt)
Aaby-Ericsson, [Aaby uttalas; o:'by], är en svensk släkt som härstammar från boktryckaren i Göteborg, Abraham Ericsson (1782-1843), vilken var utgivare av Götheborgs Morgonblad (utgivningsbevis 29 november 1833 till Abraham Ericsson). Abraham Ericsson gifte sig 1814 med Christina Jonsson. En av sönerna, hovrättsnotarien i Göta hovrätt Johan Wilhelm Ericsson (1831-1909) gifte sig 1858 med Augusta Ribbing. Hon var starkt influerad av den danske filosofen Søren Aabye Kierkegaard och uppkallade sin son, sedermera majoren och riksdagsmannen Aaby Ericsson efter dennes andranamn.
Aaby Ericsson gifte sig 1883 med Anna Hay. De fick tre söner, som alla som sista förnamn fick namnet Aaby. Detta gjorde att de och efter dem deras ättlingar började skriva sig Aaby-Ericsson. 
Den 31 december 2013 var 38 personer med efternamnet Aaby-Ericsson bosatta i Sverige.

## Personer i släkten
- Aaby Ericsson (1859–1921), godsägare och riksdagsman,
- Ragnar Aaby-Ericsson (1887–1964), officer,  godsägare och riksdagsman